# Winshill
Winshill is een civil parish in het bestuurlijke gebied East Staffordshire, in het Engelse graafschap Staffordshire.